# Palmas Altas (métro de Séville)
Palmas Altas est une future station de la ligne 3 du métro de Séville. Elle sera située dans le district de Bellavista–La Palmera, à Séville.

## Situation sur le réseau
Établie en souterrain, Palmas Altas sera une station de passage de la ligne 3 du métro de Séville. Elle sera située après Ciudad de la Justicia, en direction du terminus nord de Pino Montano Norte, et avant Cortijo del Cuarto, en direction du terminus sud de Hospital de Valme.

## Histoire
L'emplacement de la station est présenté au public le 26 juin 2020, lors de l'annonce de l'attribution du marché public de mise à jour des études et du plan d'exécution du tronçon sud de la ligne 3.